# Robert Shackleton
Robert Shackleton (* 25. November 1919 in Todmorden; † 9. September 1986 in Ravello) war ein britischer Romanist, Literaturwissenschaftler und Bibliothekar.

## Leben und Werk
Shackleton studierte in Oxford (Oriel College). Dann war er Bibliothekar am Brasenose College und lehrte dort französische Literatur (1946–1966). Von 1966 bis 1979 war er Direktor der Bodleian Library. Von 1979 bis zu seinem Tod besetzte er als Nachfolger von Jacques Scherer den Marshal Foch Chair of French Literature an der Universität Oxford und war Fellow des All Souls College. Zu seinen Schülern zählte Robert Darnton.
Shackleton hinterließ eine bedeutende Bibliothek der französischen Aufklärung, die sich überwiegend in der John Rylands Library befindet.
Shackleton war Commander des Order of the British Empire (CBE, 1986). 1966 wurde er in die British Academy und 1971 in die American Academy of Arts and Sciences gewählt. Sein Grab ist auf dem protestantischen Friedhof von Neapel.

## Werke
- (Hrsg.) Fontenelle. Entretiens sur la pluralité des mondes. Digression sur les Anciens et les Modernes. Oxford 1955
- Montesquieu. A critical biography. Oxford, Univ. Press 1961, 1963, 1970 (französisch: Grenoble 1977)
- The „Encyclopédie“ and the clerks. The Zaharoff lecture for 1970. Oxford 1970
- Essays on Montesquieu and on the enlightenment. Hrsg. von David Gilson und Martin Smith, Oxford 1988.